# Sovjet Top Liga 1940
In 1940 werd de zesde editie van de Sovjet Top Liga gespeeld voor voetbalclubs uit Sovjet-Unie, in deze tijd heette de competitie nog Groep A. De competitie werd gespeeld van 2 mei tot 8 november. Dinamo Moskou werd kampioen.

## Eindstand
Lokomotiv Tbilisi trok zich na 20 wedstrijden terug, de resultaten werden geannuleerd. Stalinets en tweedeklasser FK Zenit Leningrad fuseerden, de fusieclub nam de naam van Zenit over en de plaats van Stalinets in de hoogste klasse.
| Plaats | Club                  | Wed.           | W              | G              | V              | Saldo          | Ptn.           |
| ------ | --------------------- | -------------- | -------------- | -------------- | -------------- | -------------- | -------------- |
| 1.     | Dinamo Moskou         | 24             | 16             | 4              | 4              | 74:30          | 36             |
| 2.     | Dinamo Tbilisi        | 24             | 15             | 4              | 5              | 56:30          | 34             |
| 3.     | Spartak Moskou        | 24             | 13             | 5              | 6              | 54:35          | 31             |
| 4.     | CDKA Moskou           | 24             | 10             | 9              | 5              | 46:35          | 29             |
| 5.     | Dinamo Leningrad      | 24             | 11             | 5              | 8              | 47:44          | 27             |
| 6.     | Lokomotiv Moskou      | 24             | 10             | 5              | 9              | 36:52          | 25             |
| 7.     | Traktor Stalingrad    | 24             | 8              | 7              | 9              | 38:37          | 23             |
| 8.     | Dinamo Kiev           | 24             | 6              | 9              | 9              | 32:49          | 21             |
| 9.     | Krylja Sovetov Moskou | 24             | 6              | 7              | 11             | 26:34          | 19             |
| 10.    | Zenit Leningrad       | 24             | 6              | 6              | 12             | 37:42          | 18             |
| 11.    | Torpedo Moskou        | 24             | 6              | 6              | 12             | 36:50          | 18             |
| 12.    | Stachanovets Stalino  | 24             | 6              | 4              | 14             | 32:43          | 16             |
| 13.    | Metalloerg Moskou     | 24             | 5              | 5              | 14             | 37:70          | 15             |
| 14.    | Lokomotiv Tbilisi     | Teruggetrokken | Teruggetrokken | Teruggetrokken | Teruggetrokken | Teruggetrokken | Teruggetrokken |

|  | Kampioen   |
|  | Degradatie |

De toenmalige namen worden weergegeven, voor clubs uit nu onafhankelijke deelrepublieken wordt de Russische schrijfwijze weergegeven zoals destijds gebruikelijk was, de vlaggen van de huidige onafhankelijke staten geven aan uit welke republiek de clubs afkomstig zijn. 

#### Topschutters
| Speler               | Speler               | Goals | Club               |
| -------------------- | -------------------- | ----- | ------------------ |
| Vlag van Sovjet-Unie | Grigori Fedotov      | 21    | CDKA Moskou        |
| Vlag van Sovjet-Unie | Sergej Solovjov      | 21    | Dinamo Moskou      |
| Vlag van Sovjet-Unie | Nikolaj Dementjev    | 15    | Dinamo Moskou      |
| Vlag van Sovjet-Unie | Aleksandr Ponomarjov | 14    | Traktor Stalingrad |

### Kampioen
| Groep A 1940                      |
| Sovjet Unie                       |
| --------------------------------- |
| DINAMO MOSKOU Kampioen (3° titel) |